# 赛尔曼·瓦克斯曼
赛尔曼·阿布拉罕·瓦克斯曼（英語：Selman Abraham Waksman；1888年7月22日—1973年8月16日），美國猶太裔生物化学家和微生物学家。瓦克斯曼发现了链霉素和其他抗生素。瓦克斯曼首先将链霉素用于治疗肺结核病人。瓦克斯曼因此获得1952年诺贝尔生理学或医学奖。

## 生平
1888年7月22日，赛尔曼·瓦克斯曼出生于俄罗斯帝国乌克兰的一个小村镇。父亲靠编织家具上用的布料养家糊口，母亲和几个亲戚一起开了一家杂货批发行。瓦克斯曼从小受的是传统的犹太教育，后来为了上大学又进人了敖德萨的一所拉丁学校学习。尽管瓦克斯曼通过了拉丁学校的考试，但由于俄国对犹太族裔的种种歧视和限制，他被关在了大学门外。
1909年，瓦克斯曼的母亲去世，已经移民美国的亲戚向他发出了邀请。1910年，22岁的瓦克斯曼漂洋过海来到美国的新泽西州。在亲戚的农场里，他学习并掌握了员基本的农业知识。第二年，瓦克斯曼进入了附近的拉特格斯大学。在那里他遇到了同样来自俄国的细菌学专家利普曼教授。作为农学院院长，利普曼极力主张瓦克斯曼学习农业并给了他奖学金。1915年瓦克斯曼本科毕业，第二年获得硕士学位。在读研究生期间，他曾经在新泽西州的农业实验站做过土壤细菌学方面的研究。1916年，瓦克斯曼成为美国公民并与来自同村的俄国同乡菠莎·敏尼克结了婚。婚后，瓦克斯曼前往加州柏克莱大学攻读博士，只用了两年时间便拿到了博士学位。他的毕业论文是关于真菌中水解酶的研究。
1918年，瓦克斯曼的母校拉特格斯大学聘请他担任土壤微生物学的讲师。由于工资微薄，最初几年他不得不靠在校外兼差维持生计。1920年起，瓦克斯曼开始在科学界有了一些名气并出版了两本重要的专业著作。其中《土壤微生物学原理》被土壤细菌学的研究者奉为经典。同时，他的实验室也不断有新成果问世。20年代中，瓦克斯曼升为副教授，1930年又升为教授。
1930年代，瓦克斯曼对土壤、腐殖质土壤与泥炭中微生物复杂的生命结构进行了系统的研究。作为这个学科领域的带头人，他吸引了许多慕名而来的研究生和博士后。瓦克斯曼在撰写专业著作的同时，与不少微生物方面的企业建立了良好的合作关系。这些企业日后对生产和推广瓦克斯曼的研究成果起了很大作用。1939年，瓦克斯曼担任了美国战时细菌委员会主席。他利用自己早年对土壤微生物的研究结果，研制出保护士兵与军事设备的杀菌剂，他还帮助海军解决了损害船体的细菌问题。这一年，瓦克斯曼的一位研究生发现了两种从土壤中分离出来的抗菌素：短杆菌酪肽和短杆菌肽，后者对革兰氏阳性菌十分有效。但由于短杆菌肽对人体毒性过大，只能用于动物的各种细菌感染上。这一发现激励了瓦克斯曼继续探索土壤中抗菌微生物的医疗作用。他建立起一个由50名研究生与研究助理组成的团队，对成千上万种土壤中的真菌和微生物进行了系统分析和研究。1940年，瓦克斯曼成为微生物系系主任。这一年，他和手下的研究人员分离出了放线菌素。尽管放线菌素对人体依然有害，但随后发现的它的几种分类却有较强的抗癌作用。在接下来的十年里，瓦克斯曼及其助手又分离出十种不同的抗菌素，其中最重大的发现就是链霉素。链霉素不仅对人体基本无害，而且对革兰氏阴性菌感染极为有效，尤其是当时被称为“人类头号杀手”的结核病。从1944年第一次临床实验成功开始，链霉素显示出了神奇的疗效，将无数患者从死神手中解救出来。1950年，链霉素对其他疾病的作用也得到了证实，包括脑膜炎、心内膜炎、肺炎、尿道感染等炎症。
在瓦克斯曼的亲自安排下，链霉素在多家医药公司同时投入生产，成为一项年产量价值五千万元的产业。拉特格斯大学成为链霉素专利权的最大受益者，而且瓦克斯曼还把属于自己的那份收入捐赠出一大部分，为母校建立起一所微生物学院，后来改名为瓦克斯曼微生物学院。此外，他还将自己对链霉素的研究成果写成了一部名为《链霉素：性能及其实用》的著作出版。链霉素的发现改变了现代医学的进程。它不仅挽救了无数生命，而且开辟了医学研究的新领域，激发了世界各地的科学家们从微生物中寻找其他抗菌素和药物。1949年，瓦克斯曼分离出新霉素，用于对链霉素产生了抗体的细菌感染。他领导下的微生物学院也不断发现新的抗菌素。1950年，瓦克斯曼与学生施瓦茨陷入法律纠纷。
1958年，瓦克斯曼从拉特格斯大学退休，但他并未停止工作。他不仅继续讲课和指导科研，而且继续以惊人的速度写作和出版。瓦克斯曼一共发表了二十多本著作，其中他的自传《我的一生与微生物》被译为多种文字。除诺贝尔医学奖之外，瓦克斯曼还获得了法国荣誉骑士称号以及巴西、英国、丹麦、意大利、日本、荷兰等许多国家学术组织的表彰。此外，他还于2005年5月被列入美国发明家名人榜。
1973年8月16日，赛尔门·瓦克斯曼因脑溢血逝世，死后葬拉特格斯大学附近。

## 土壤细菌学与抗生素
瓦克斯曼自学生时代起研究土壤细菌学。他的实验室致力于从各种细菌中筛选分离杀菌成分。因后来他发现了链霉素和其他抗生素，被称为“土壤之人”。一般认为是瓦克斯曼最早使用“抗生素”这一新名词。

## 链霉素
1943年10月19日瓦克斯曼实验室成功分离链霉素。是由他的研究生艾伯特·沙茨分离的。瓦克斯曼随即与马约诊所（Mayo Clinic）的医生合作首先将链霉素用于治疗肺结核病人。这是当时的第一个有效治疗肺结核的药物。链霉素的应用大大地减少了死于肺结核的人数。

## 诺贝尔奖
1952年的诺贝尔生理学或医学奖颁发给瓦克斯曼，因为 "他发现了链霉素、 第一有效抗生素用于治疗肺结核"。但一般认为他的获奖不仅仅是因为链霉素，而是因为他发明了一系列分离抗生素的方法和技术， 使他的实验室分离了多种抗生素。
1951年瓦克斯曼用他个人一半的专利费建立了瓦克斯曼微生物学基金会。用此基金在罗格斯大学建立了瓦克斯曼微生物学研究所。

## 法律纠纷
瓦克斯曼的研究生艾伯特·沙茨认为链霉素是他亲自分离成功的，他也应该得诺贝尔奖，以至告到法院。瓦克斯曼曾经写信给A. Schatz:
|  | 所以，你要充分认识到在解决链霉素的问题上你的贡献并不大。你只是我实验室研究抗生素这一伟大的车轮上的多部件之一。在这方面的工作中，有许多研究生和研究助理帮助我；他们是我的工具, 我的手,如果您想知道的话”。(英文原文: "you must, therefore, be fully aware of the fact that your own share in the solution of the streptomycin problem was only a small one. You were one of many cogs in a great wheel in the study of antibiotics in this laboratory. There were a large number of graduate students and assistants who helped me in this work; they were my tools, my hands, if you please.") |

此案最终认定沙茨为链霉素的“共同发现人”。

## 荣誉
- 勋二等旭日重光章（日本，1952年12月23日批准[6]）